# Conduite (typographie)
 (novembre 2024).
La mise en forme du texte ne suit pas les recommandations de Wikipédia : il faut le « wikifier ».
Les points d'amélioration suivants sont les cas les plus fréquents. Le détail des points à revoir est peut-être précisé sur la page de discussion.
- Les titres sont pré-formatés par le logiciel. Ils ne sont ni en capitales, ni en gras.
- Le texte ne doit pas être écrit en capitales (les noms de famille non plus), ni en gras, ni en italique, ni en « petit »…
- Le gras n'est utilisé que pour surligner le titre de l'article dans l'introduction, une seule fois.
- L'italique est rarement utilisé : mots en langue étrangère, titres d'œuvres, noms de bateaux, etc.
- Les citations ne sont pas en italique mais en corps de texte normal. Elles sont entourées par des guillemets français : « et ».
- Les listes à puces sont à éviter, des paragraphes rédigés étant largement préférés. Les tableaux sont à réserver à la présentation de données structurées (résultats, etc.).
- Les appels de note de bas de page (petits chiffres en exposant, introduits par l'outil «  Source ») sont à placer entre la fin de phrase et le point final[comme ça].
- Les liens internes (vers d'autres articles de Wikipédia) sont à choisir avec parcimonie. Créez des liens vers des articles approfondissant le sujet. Les termes génériques sans rapport avec le sujet sont à éviter, ainsi que les répétitions de liens vers un même terme.
- Les liens externes sont à placer uniquement dans une section « Liens externes », à la fin de l'article. Ces liens sont à choisir avec parcimonie suivant les règles définies. Si un lien sert de source à l'article, son insertion dans le texte est à faire par les notes de bas de page.
- La présentation des références doit suivre les conventions bibliographiques. Il est recommandé d'utiliser les modèles {{Ouvrage}}, {{Chapitre}}, {{Article}}, {{Lien web}} et/ou {{Bibliographie}}. Le mode d'édition visuel peut mettre en forme automatiquement les références.
- Insérer une infobox (cadre d'informations à droite) n'est pas obligatoire pour parachever la mise en page.

Pour une aide détaillée, merci de consulter Aide:Wikification.
Si vous pensez que ces points ont été résolus, vous pouvez retirer ce bandeau et améliorer la mise en forme d'un autre article.

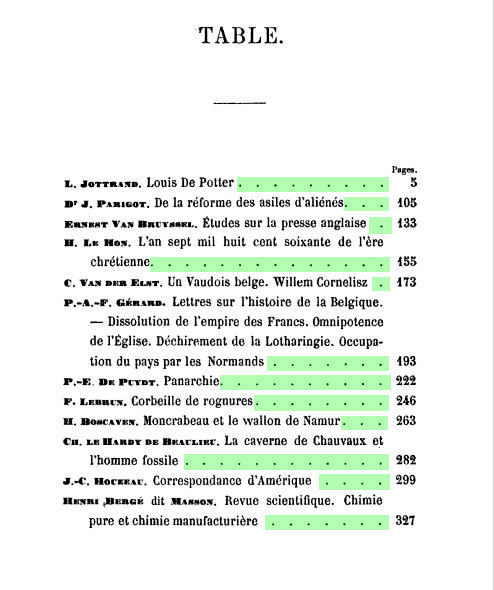
Lignes de conduite surlignées en vert

Une ligne de conduite est une ligne composée d’une série de points de conduite (aussi appelés points conducteurs) ou d’un trait de conduite, utilisée pour guider le regard du lecteur entre des éléments d’une ligne lorsque ceux-ci sont séparés par un grand vide : les points de conduite sont par exemple utilisés dans les tables d’index pour lier les titres de section aux numéros de page où ces sections commencent.
Les points de conduite sont aujourd’hui habituellement des points simples séparés par des espaces demi-cadratins. Ils étaient anciennement aussi appelés points carrés et occupaient un cadratin sans espace supplémentaire, ou un demi-cadratin, séparés par une espace demi-cadratin.

## Utilisation
En informatique, les lignes de conduite sont normalement prises en charge par les logiciels de mise en page. Il est aussi possible, si nécessaire, d’utiliser une série de points espacés ou non entrée manuellement. Unicode inclut plusieurs caractères pour les points de conduite ‹ ․ ‥ … › afin d’assurer la compatibilité avec des jeux de caractères précédents (les trois dans le Xerox Character Code Standard et les points de suspension aussi dans Windows-1252 et MacRoman), ceux-ci sont découragés selon le contexte et sont décomposables par compatibilité avec le point normal U+002E ‹ . ›.
| code | caractère | nom                                                                                    | note                                                         | décomposition de compatibilité |
| ---- | --------- | -------------------------------------------------------------------------------------- | ------------------------------------------------------------ | ------------------------------ |
| 002E | .         | POINT FULL STOP                                                                        |                                                              | ―                              |
| 2024 | ․         | POINT DE CONDUITE SIMPLE ONE DOT LEADER                                                | sur un demi-cadratin                                         | 002E                           |
| 2025 | ‥         | POINT DE CONDUITE DOUBLE TWO DOT LEADER                                                | sur un demi-cadratin ou un cadratin                          | 002E 002E                      |
| 2026 | …         | POINTS DE SUSPENSION = point de conduite triple HORIZONTAL ELLIPSIS = three dot leader | sur un cadratin, aussi utilisé pour les points de suspension | 002E 002E 002E                 |